# Rom und Cinti Union
Die Rom und Cinti Union (RCU) mit Sitz in Hamburg ist ein 1983 eingetragener gemeinnütziger Verein "für den Schutz gegen Verfolgung und zur Förderung von Rom und Cinti als nationale Minderheit".
Anders als beim Zentralrat Deutscher Sinti und Roma, der die Interessen der seit langem in Mitteleuropa beheimateten Roma deutscher Staatsbürgerschaft zu vertreten beansprucht und sich insbesondere auf Familienverbände deutscher Sinti stützt, stehen bei der Rom und Cinti Union die Interessen und Bedürfnisse aller in Deutschland lebenden Roma und Sinti, insbesondere der Roma-Migranten, die in wachsender Zahl seit den 1960er-Jahren als angeworbene Arbeitskräfte oder als Flüchtlinge und Vertriebene nach Deutschland kamen und die in aller Regel nicht der Subgruppe der Sinti angehören, im Mittelpunkt. 
Der Vorstand des Vereins besteht aus dem Vorsitzenden Rudko Kawczynski, der 1954 in Krakau geboren wurde und 1956 mit Familie in die Bundesrepublik Deutschland immigrierte, dem Geschäftsführer Karl Heinz Weiß, einem deutschen Sinto, und drei weiteren Mitgliedern. 
Die Entstehung des Vereins resultierte aus den Erfahrungen der "Zigeuner-Recht-Mission" aus den 1960er Jahren und dem erfolglosen Bemühen von Roma-Flüchtlingen zu Beginn der 1980er Jahre, Fürsprache für ihre Anliegen bei den seit den 1970er Jahren entstehenden und sich etablierenden Selbstorganisationen der "deutschen Sinti und Roma" zu finden. Vor allem der Zentralrat Deutscher Sinti und Roma habe sich, so Yaron Matras, der damalige Hauptverantwortliche für die Pressearbeit sowie für Beziehungen zu internationalen Organisationen, sich dem entschieden entgegengestellt. Er habe seine Mitgliedsverbände angewiesen, die nichtdeutschen Roma-Flüchtlinge nicht zu unterstützen, nachdem sie zunehmend "ihren Gaststatus in unserem Land" missbrauchen würden, das Bild der – in der Diktion des Zentralrats – "deutschen Sinti und Roma" beeinträchtigten und so die für die Angehörigen der Minderheit deutscher Staatsbürgerschaft bereits erreichten Fortschritte ruinierten. In der Sichtweise vieler "deutscher Sinti und Roma", die sich oft dezidiert von den in jüngerer Vergangenheit in Deutschland eingereisten, vor allem südosteuropäischen Roma absetzen, wiederbeleben die Rom und Cinti Union und ihre Mitstreiter das unerwünschte Bild vom "Zigeuner" als heimatlosem ewigen Wanderer. Diese Sichtweise wird bei den ihre Assimilation betonenden, vor allem im Umfeld des Zentralrats öffentlich auftretenden Sinti durch die Tatsache gestützt, dass sich die RCU z. B. in Angelegenheiten des Parkplatz Braun, der als Durchreiseplatz von "auf Reise" lebenden Sinti genutzt wurde, engagierte.
Nicht anders als in ihren Anfangsjahren die Selbstorganisationen deutscher Roma der unterschiedlichen Teilgruppenzugehörigkeit (Sinti, Lalleri, Lovara usw.) verstand sich die Rom und Cinti Union als initiierender Teil einer sozialen Bewegung aus Roma und Nichtroma. Zum methodischen Repertoire gehörten öffentlichkeitswirksame Aktionen und die Praxis der begrenzten Regelverletzung. Dabei stellte man die Vertreibungssituation in Südosteuropa und die Bleiberechtsfrage in einen Kontext mit der Verfolgung der europäischen Roma im Nationalsozialismus. Große mediale Beachtung fanden im Februar 1989 ein Hungerstreik auf dem Gelände des vormaligen KZ Neuengamme bei Hamburg oder einige Monate später ein symbolisches mehrwöchiges Lager ebenfalls dort als an einem geschützten Zufluchtsort, bei dem Asylsuchende öffentlich ihre Ausweise verbrannten.
Inzwischen hat sich die Rom und Cinti Union mit zunehmender Anerkennung und Etablierung von ihren aktionsbetonten Anfängen abgewandt. Sie leistet vornehmlich Sozialarbeit und Rechtsberatung, tritt aber auch zu Bleiberechtsfragen an die Öffentlichkeit.